# ستيفن موير
ستيفن موير (بالإنجليزية: Stephen Moyer) (ولد ستيفن جون إيمري؛ 11 أكتوبر 1969)  ممثل إنجليزي، اشتهرت أكثر عن دوره في المسلسل الدرامي دم حقيقي.

## روابط خارجية
- ستيفن موير على موقع IMDb (الإنجليزية)
- ستيفن موير على موقع روتن توميتوز (الإنجليزية)
- ستيفن موير على موقع ألو سيني (الفرنسية)
- ستيفن موير على موقع تيرنر كلاسيك موفيز (الإنجليزية)
- ستيفن موير على موقع أول موفي (الإنجليزية)
- ستيفن موير على موقع قاعدة بيانات الأفلام السويدية (السويدية)
- ستيفن موير على موقع إن إن دي بي (الإنجليزية)
- ستيفن موير على موقع ديسكوغز (الإنجليزية)
- ستيفن موير على موقع قاعدة بيانات الفيلم (الإنجليزية)
- ستيفن موير على موقع كينوبويسك (الروسية)
- allstephenmoyer.com
- simplymoyer.com نسخة محفوظة 14 ديسمبر 2010 على موقع واي باك مشين.